# USAO
Masaharu Kubota (久保田正晴, Kubota Masaharu, Japão, 26 de setembro de 1987), mais conhecido como USAO, é um compositor, arranjador e DJ japonês, conhecido por produzir música principalmente aprofundando em gêneros J-core, electro house e frenchcore. Ele começou sua carreira em 2005, lançando faixas em diversas coletâneas de música eletrônica no Japão.
Atualmente, ele é um dos membros no círculo HARDCORE TANO*C desde 2006 e possui a gravadora UOM Records. USAO é compositor de jogos eletrônicos japoneses e também artista destacado no osu!.